# Vasconcellea pubescens
Vasconcellea pubescens là một loài thực vật có hoa trong họ Caricaceae. Loài này được A.DC. miêu tả khoa học đầu tiên năm 1864.